# Costanza Afan de Rivera Costaguti
Costanza Igea Afan de Rivera Costaguti (Roma, 16 febbraio 1950 – Roccalvecce, 15 settembre 2020) è stata una nobildonna e filantropa italiana, componente della dinastia dei Florio e dell'aristocrazia romana, in particolare di Marchesi di baldacchino.

## Biografia
Costanza Igea Afan de Rivera Costaguti era la diretta nipote e discendente di Ignazio Florio Jr e Franca Florio, all'anagrafe Francesca Jacona della Motta di San Giuliano. Nel corso della sua vita si è impegnata a custodire e tramandare la memoria dei suoi genitori, il marchese di origini spagnole Achille Belloso Afan de Rivera Costaguti e Giulia Florio i cui nomi oggi sono ricordati nel Giardino dei Giusti a Gerusalemme per aver aperto il proprio palazzo a Roma per offrire rifugio a moltissimi ebrei romani durante le persecuzioni razziali del 1943.
I suoi fratelli e sorelle erano Ascanio (1940), Clotilde (1942-2024), Nicola (1944) e Ignazio (1945-2015).
Visse tra Palermo e Roma, dove era cresciuta a Palazzo Costaguti. Si dedicò fin da giovanissima alla politica ed era fondatrice e presidente onoraria dell'associazione culturale "La Sicilia dei Florio" che vuole proporsi come simbolo di una Sicilia fiorente e operosa, che continui sulla via intrapresa dal nonno Ignazio e dallo zio Vincenzo Florio, che non lasciò eredi in quanto non ebbe figli dalla prima moglie, Annina Alliata di Montereale, né dalla seconda, la francese Lucie Henry.
Nel 1972 sposò il barone Tommaso Gasparri Zezza, nello stesso anno nacque Cesare.
È stata Dama di Giustizia dell'Ordine Costantiniano di San Giorgio.

### Attività

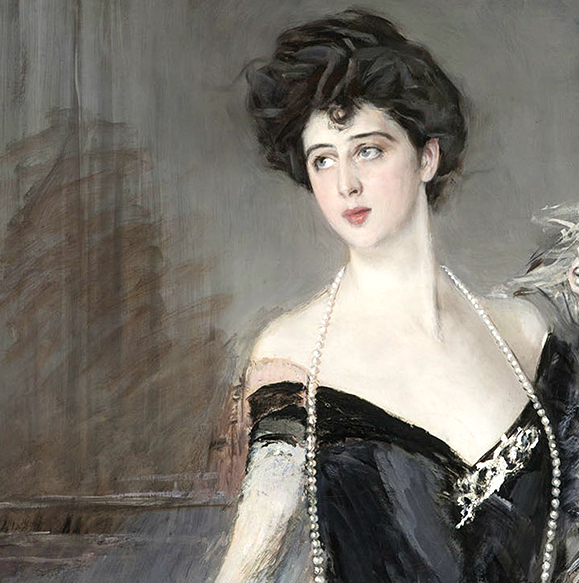
Donna Franca Florio (tela di Giovanni Boldini)

Uno dei progetti avviati prima della sua scomparsa mirava all'intitolazione di una via urbana alla nonna Franca Florio: l'idea è di rinominare il tratto via Oberdan che termina all'ingresso del Villino Florio.
A lei si deve anche il rientro in città del dipinto Ritratto di donna Franca Florio di Giovanni Boldini (1912) che rischiò di lasciare per sempre la Sicilia: su iniziativa personale della giornalista Eugenia Nicolosi era stata avviata una campagna mediatica con crowdfunding per acquistare la tela, finita all'asta, a cui Costaguti aderì e che sostenne fino a coinvolgere i Marchesi Berlingeri, coppia di amici che oggi custodiscono il ritratto a Palermo, nelle stanze di Palazzo Mazzarino.
Fu animatrice della cultura e della mondanità di Palermo, diventando presenza immancabile alle prime del Teatro Massimo di Palermo, dove si rivisse, almeno in quelle occasioni, l'eleganza e i fasti dell'epoca dei Florio.
Fu grande amica e sostenitrice di politici, scrittori, docenti, studenti, artisti, stilisti, sportivi: grande appassionata di automobilismo, era anche navigatore nelle gare di regolarità e molto legata alla Targa Florio, la corsa più antica del mondo che si snoda su diversi percorsi che attraversano zone urbane e di montagna in Sicilia e al Giro di Sicilia.

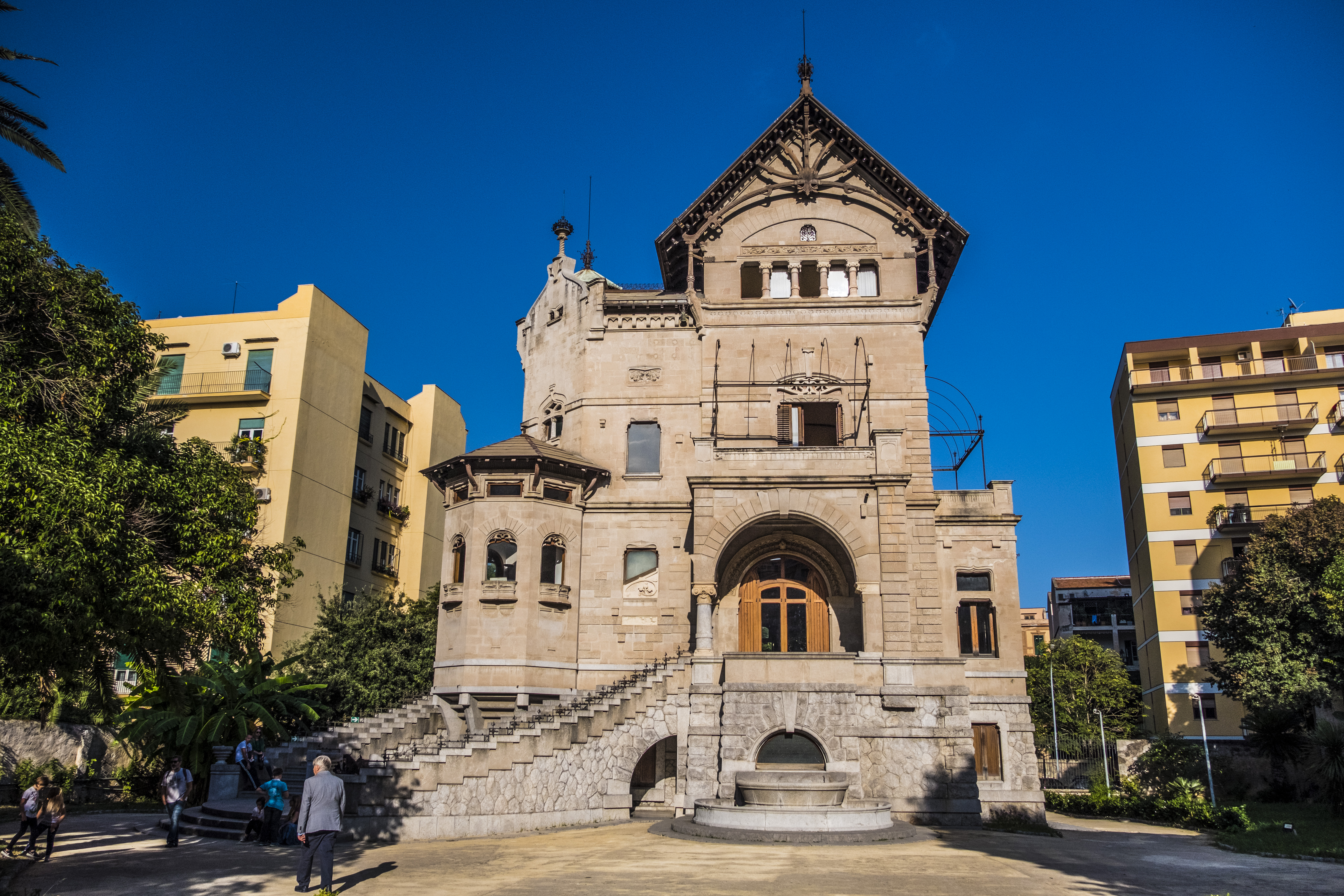
Villino Florio a Palermo

Poco prima di morire aveva scritto un libro, dal titolo L'ultima leonessa. La vita di Giulia Florio, mia madre (2020, Sperling & Kupfer) dedicato alla madre, attraverso il quale ripercorre la storia della sua famiglia, storicamente simboleggiata dal leone che si abbevera (Leo bibens): come si nota anche sulla tomba di famiglia, al cimitero monumentale di Santa Maria di Gesù a Palermo e progettata dall’architetto Giuseppe Damiani Almeyda.